# Marguerite de Poulaillon
Marguerite de Poulaillon, nacida de Jehan (muerta después de 1697), fue una noble francesa acusada en el conocido como asunto de los venenos.

## Biografía
Marguerite pertenecía a una familia noble de Burdeos. Contrajo matrimonio, previamente concertado, con Alexander de Poulaillon, varios años mayor que ella, con quien no fue feliz. Enamorada de un aventurero de nombre Riviére, quien solía pedirle dinero, Marguerite llevó a cabo varios intentos de asesinato contra su marido, empleando en una ocasión un veneno adquirido a Marie Bosse. Alexander, consciente de los actos de su esposa, ordenó su encierro en un convento en 1678.
Marguerite de Poulaillon fue la primera persona de la alta sociedad en ser implicada en el asunto de los venenos, esperándose que su juicio sentase precedente contra otros acusados de condición social similar, motivo por el cual su caso fue cuidadosamente tratado. Marguerite confesó su delito antes de ser juzgada, expresando su deseo de someterse a la pena capital. Fue inicialmente condenada a destierro el 5 de junio de 1679, si bien, según Gabriel Nicolas de la Reynie, Marguerite no estaba conforme con la sentencia, pues temía ser puesta bajo la tutela de su marido, pidiendo ser encarcelada, ya que de lo contrario volvería a atentar contra él. Su sentencia fue entonces conmutada por una condena de prisión, siendo encerrada en un asilo para prostitutas en Angers. En 1697, Marguerite pidió ser transferida a un convento, si bien su solicitud fue rechazada por de la Reynie, permaneciendo encerrada en el asilo hasta su muerte.
Según informes, el tribunal se vio influenciado por su belleza, así como por el hecho de que Marguerite guardaba relación con varios de los miembros de la corte, motivo por el cual el veredicto provocó el descrédito del tribunal ante la opinión pública. El caso sentó precedente, afectando a los veredictos de otros acusados en función de su rango social, puesto que Françoise de Dreux y Marguerite Leferon, ambas personas influyentes, la primera acusada de varios asesinatos y la segunda de matar a su esposo, fueron desterradas de París, mientras que la esposa del músico Philippe Rebille Philbert, quien había envenenado a su primer marido para poder casarse con él, fue ejecutada en la horca tras haberle sido amputada la mano derecha.